# Hypocreaceae
Gli Hypocreaceae sono una famiglia appartenente alla classe dei Sordariomycetes. Le specie di Hypocreaceae sono generalmente riconosciute dal loro ascocarpo periteciale dotato di colori sgargianti, tipicamente giallo, arancione e rosso. La famiglia fu proposta da Giuseppe De Notaris nel 1844. A quanto dice il Dizionario dei funghi (Dictionary of the Fungi - decima edizione, 2008), la famiglia possiede 22 generi e 454 specie.

## Generi
- Aphysiostroma
- Cladobotryum
- Gliocladium
- Hypocrea
- Hypocreopsis
- Hypomyces
- Mycogone
- Nectria
- Podostroma
- Protocrea
- Rogersonia
- Sarawakus
- Sepedonium
- Sphaerostilbella
- Sporophagomyces
- Stephanoma
- Trichoderma